# Wohnhausanlage Pramergasse 30
Die Wohnhausanlage Pramergasse 30 ist ein Gemeindebau im 9. Wiener Gemeindebezirk Alsergrund.

## Geschichte
Im Roten Wien der Zwischenkriegszeit entstanden zahlreiche kommunale Wohnbauten, 13 davon am Alsergrund. Die Wohnanlage an der Pramergasse 30 (mit Identadresse Rossauer Lände 21) entstand von 1929 bis 1930 nach Plänen des Architekten Karl Schmalhofer anstelle des 1783 errichteten Hauses Zur eisernen Kette, dessen Name auf einer Sage beruht. Sie umfasste ursprünglich 96 Wohneinheiten. 1952 erfolgte ein Dachausbau, außerdem wurden durch den Umbau von Waschküchen vier weitere Wohnungen geschaffen. In den folgenden Jahrzehnten sank die Anzahl der Wohneinheiten aufgrund von Wohnungszusammenlegungen auf 91. Im Zuge einer von 2004 bis 2006 durchgeführten Generalsanierung wurden Türen und Fenster erneuert, das Dach neu gedeckt und ein Wärmedämmverbundsystem an der Fassade angebracht. Zudem wurden straßen- und hofseitig Aufzüge angebaut.

## Allgemeines
Die denkmalgeschützte (Listeneintrag) Wohnhausanlage wird im Norden von der Pramergasse und in Osten von der Rossauer Lände begrenzt. Südlich grenzt sie an Gründerzeithäuser aus den 1870er Jahren, westlich an einen nach 1945 errichteten Neubau. Der fünfgeschoßige Bau umfasst 6 Stiegen, die um zwei Innenhöfe gruppiert sind, ist kubisch strukturiert und macht einen konstruktivistischen Gesamteindruck.